# 羅安 (政治人物)
羅安（1439年—1508年），字時泰，號南洲，湖廣長沙府益陽縣人，民籍，明朝政治人物。進士出身。

## 生平
早年出身國子生，成化四年（1468年）戊子科湖廣鄉試第八十名。成化十四年（1478年）戊戌科會試第三百三十五名，殿試登進士第二甲第七十八名。授户部主事，二十三年丁未擢山东按察佥事，弘治六年癸丑（1493年）迁四川按察副使，十三年陟江西按察使，十五年改贵州右参政，明年乞休，不竢命归，阅五年，正德三年戊辰卒于家。

## 家族
曾祖父羅大珍。祖父羅允敬。父亲羅詩敏，母王氏。